# Нововладимировка (Казанковский район)
Нововладимировка (укр. Нововолодимірівка) — село в Казанковском районе Николаевской области Украины.
Основано в 1840 году. Население по переписи 2001 года составляло 320 человек. Почтовый индекс — 56035. Телефонный код — 5164. Занимает площадь 1,917 км².

## Местный совет
56035, Николаевская обл., Казанковский р-н, с. Михайловка, ул. Клубная, 2а